# DCF-COFEDEC
DCF-COFEDEC, Démocratie Chrétienne Fédéraliste–Convention des Fédéralistes pour la Démocratie Chrétienne (Federalistisk Kristdemokrati-Församlade federalister för kristdemokrati), är ett politiskt parti i Kongo-Kinshasa.
Partiets presidentkandidat Pierre Pay-Pay wa Syakasighe, kom sjua i 2006 års val med 1,5% av rösterna.
DCF-COFEDEC erövrade åtta platser i parlamentet.